# اولمیسته سنتر

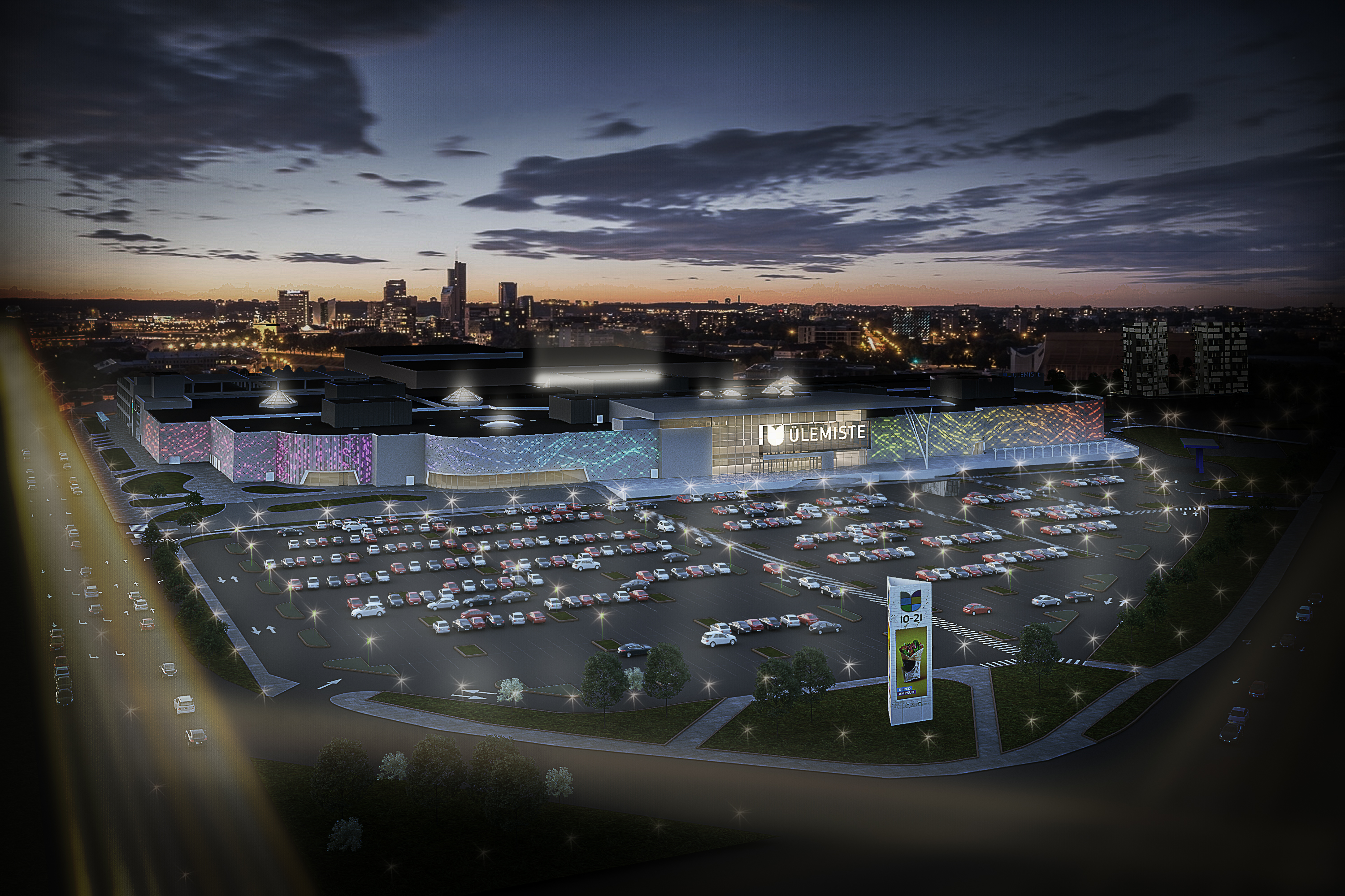
نمایی از اولمیسته سنتر در ۲۰۱۷

اولمیسته سنتر (به انگلیسی: Ülemiste Centre) یک مرکز تجاری در شهر تالین، استونی است.
این مرکز تجاری که در مجاورت فرودگاه تالین در منطقه اولمیسته قرار دارد دارای بیش از ۲۲۰ فروشگاه، ۸ رستوران و یک اتاق بازی بزرگ برای کودکان است.
اولمیسته سنتر توسط Ülemiste Center OÜ اداره می‌شود که در سال ۲۰۱۵ میلادی ۱۲ میلیون یورو درآمد اجاره به دست آورد و سود خالص آن در همان سال ۱۱٫۵ میلیون یورو بود. مالک این شرکت Ülemiste Holding Nederland B.V. است که متعلق به شرکت Linstow AS ثبت شده در نروژ است.